# Thunbergia dregeana
Thunbergia dregeana é uma espécie de planta com flor pertencente à família Acanthaceae.
A autoridade científica da espécie é Nees.

## Moçambique
Trata-se de uma espécie presente no território moçambicano, nomeadamente em Gaza-Inhambane, Maputo (regiões como estão definidas na obra Flora Zambesiaca).
Em termos de naturalidade trata-se de uma espécie nativa.